# Терек (Акмолинская область)
Терек (каз. Терек) — упраздненное село в Енбекшильдерском районе Акмолинской области Казахстана. Входило в состав Валихановского сельского округа. Код КАТО — 114545108.

## География
Село располагалось в восточной части района, на расстоянии примерно 67 километров (по прямой) к востоку от административного центра района — города Степняк, в 7 километрах к югу от административного центра сельского округа — села Валиханово.
Абсолютная высота — 230 метров над уровнем моря.
Ближайшие населённые пункты: село Валиханово — на севере.

## История
Постановлением акимата Акмолинской области от 10 декабря 2009 года № а-13-532 и решением Акмолинского областного маслихата от 10 декабря 2009 года № 4С-19-5 село Терек было переведено в категорию иных поселений и включено в состав села Валиханово.

## Население
В 1989 году население села составляло 138 человек (из них казахи — 100 %).
В 1999 году население села составляло 115 человек (58 мужчин и 57 женщин). По данным переписи 2009 года, в селе проживало 27 человек (16 мужчин и 11 женщин).
| Численность населения | Численность населения | Численность населения |
| 1989                  | 1999                  | 2009                  |
| --------------------- | --------------------- | --------------------- |
| 138                   | ↘115                  | ↘27                   |